# Alfred Auerbach

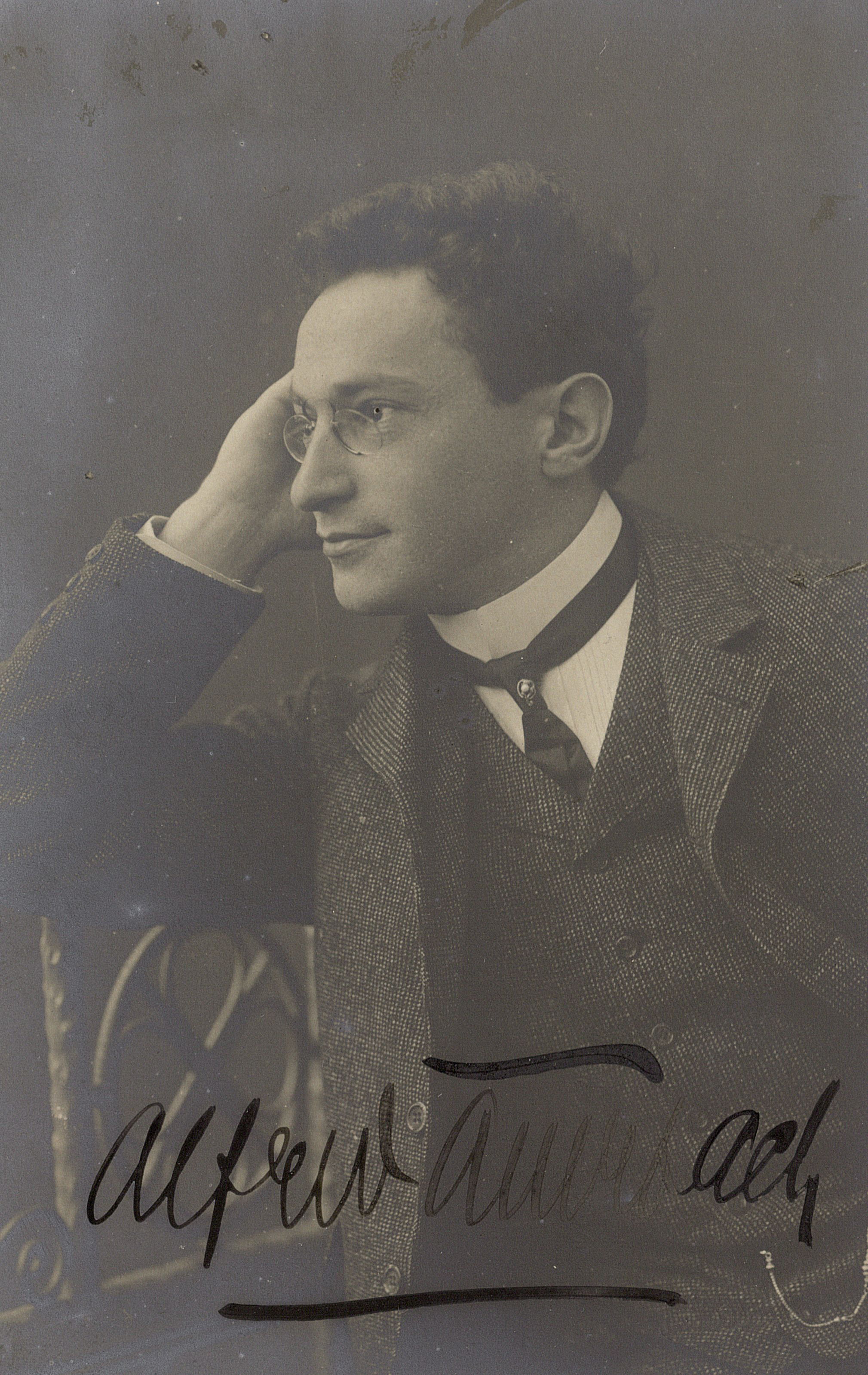
Alfred Auerbach

Alfred Auerbach (* 9. Juni 1873 in Stuttgart; † 31. Januar 1954 ebenda) war ein deutscher Schauspieler und Schriftsteller.

## Leben
Alfred Auerbach kam als Sohn des Kaufmanns Benjamin Auerbach und dessen Ehefrau Emma, geborene Fröhlich, in Stuttgart zur Welt und besuchte dort das Realgymnasium. Mütterlicherseits war er mit dem Schriftsteller Berthold Auerbach verwandt.
Um 1883 zog die Familie nach Frankfurt am Main. Auerbach wurde nach seiner Schulzeit gezwungen, eine kaufmännische Lehre zu absolvieren, um das elterliche Geschäft zu übernehmen. Ab 1895 konnte Auerbach dem ungeliebten Beruf entfliehen und studierte an Dr. Hoch’s Konservatorium.
Nach erfolgreich abgelegter Prüfung im dramatischen Fach engagierte ihn 1898 Emil Claar für das Schauspielhaus Frankfurt. Den Durchbruch schaffte Auerbach 1902, als er nach dem Tod von Klemens Grunwald dessen Charakterfach übernahm. Bis 1923 war er Mitglied des Schauspielhauses in Frankfurt.
1908 heiratete er und bekam eine Tochter.
Auerbach erwarb sich große Popularität als Schauspieler, schwäbischer Mundartkünstler, als Hörspielautor und Humorist. Für die Bühne hat Auerbach mehrere Dialektstücke und Komödien verfasst, darunter waren „Schwobastreich“ (1904), „D’letscht Sau“ (1906) und „Auf 'em Amt“ (1911). Hörspiele von und mit ihm sendete die SÜRAG, Süddeutsche Rundfunk AG Stuttgart, bereits 1925.
Beim Funk arbeitete er mit Georg Ott, einem weiteren schwäbischen Mundartkünstler, zusammen. 1927 kaufte die RRG sein Hörspielmanuskript „Dr. Funkius“ an.
1926 veröffentlichte er den satirischen Roman „Der Prominente“, der von dem Aufstieg eines Hochstaplers aus bürgerlicher Familie vom Anfang des 20. Jahrhunderts bis in die 1920er Jahre handelt. Auerbach spielte auf das bürgerliche Genre des Entwicklungsromans an, verzichtete aber auf jede Psychologisierung seiner Figuren. Zudem stellte er seiner Hauptfigur so viele Nebenfiguren zur Seite, dass sich dessen Geschichte in der Vielstimmigkeit auflöst. Große Teile spielen im Theatermilieu, in mehreren Szenen berichtet Auerbach wenig satirisch über sexuelle Übergriffe und weist auf die Lynchjustiz in den USA hin. Der Roman endet mit einer überbordenden Schilderung der „Revue der Liebe“. Der Stil ist knapp, berichthaft, selten werden Dialoge eingestreut, stattdessen finden sich zahlreiche, oftmals ironisch formulierte Weisheiten wie „Hochstapler sind niemals an ihrem Gewerbe schuld“.
Das erste, nicht überlieferte Sprechchor-Stück von Auerbach hieß Der Aufbruch und wurde am 1. Mai 1921 von der Sozialistischen Arbeiter Jugend aufgeführt. 1925 hat er für mehrere tausend Teilnehmende, das Weihespiel für das Frankfurter Waldstadion im Rahmen der Ersten Internationalen Arbeiter-Olympiade mit dem Titel Kampf um die Erde geschrieben: „Obwohl 1925 … die Erinnerung an den Krieg weitgehend aus der öffentlichen Diskussion verdrängt war …, war in der Arbeiterbewegung … das Anti-Kriegs-Pathos ungebrochen. So wurde ein Stück realer Lebenserfahrung der im Frankfurter Stadion zur Arbeiter-Olympiade versammelten, meist jüngeren Arbeitersportler – darunter viele Kriegsbehinderte – in diesem Weihespiel angesprochen.“ Danach fasste Auerbach jährlich ein bis zwei Sprechchor-Werke ab, die er meist auch selbst mit Frankfurter Sprechchören aufführte. Das Genre des Sprechchors ist – wie auch die Bewegungschöre, wie sie Rudolf von Laban begründete – als Massen-Kunst in den 1920er Jahren populär, wie neben Auerbachs Arbeiten diejenigen von Ernst Toller, Otto Zimmermann mit seinen Gruppen in Leipzig oder Bruno Schönlank beweisen. Uwe Hornauer erscheinen die Sprechchöre der 1920er Jahre als Antworten auf den „Utopieverlust in der Arbeiterbewegung“. Auerbachs Werke tragen Titel wie Europa. Untergang oder Neubau oder Tod der Phrase. Wir sind die Kraft wurde im Waldstadion vor 40 000 Menschen im Juni 1930 bei einem Gewerkschaftsfest aufgeführt, dessen Aussage Rainer Stübling so zusammenfasst: „Nach Auerbachs Überzeugung bedarf es der Einheit von revolutionärer Aktion und marxistischer Theorie, um das Ziel der Befreiung von der Ausbeutung zu erreichen.“ Bei vielen Feiern der Gewerkschaften und der SPD trat Auerbach auch als Rezitator auf.
Von 1906 bis 1933 leitete Auerbach die Theaterabteilung an Dr. Hoch’s Konservatorium und gab Schauspielunterricht in Fächern wie Deklamation. Zu seinen Schülern zählten u. a. Joseph Offenbach (recte Ziegler) und Heinz Moog.
Nach seinen Angaben anlässlich eines Fragebogens wegen des Gesetzes „zur Wiederherstellung des Berufsbeamtentums vom 7. April 1933“, den er am 20. März 1934 mit wenigen Angaben ausgefüllt hat, war er von 1927 bis 1933 Mitglied der SPD.
Die Stelle am Konservatorium wurde ihm im August 1933 seiner jüdischen Abstammung wegen gekündigt. Am 15. Mai 1934 erhält er einen „Unterrichtserlaubnisschein“, in dem festgestellt wird, dass „Auerbach (...) nichtarischer Abstammung“ sei, sie aber hinsichtlich von Privatunterricht „gegen die weitere uneingeschränkte Unterrichtserteilung keine Bedenken“ hätten (mit einem Verweis auf seine Tätigkeit an Dr. Hoch’s Konservatorium). Er engagierte sich daraufhin beim Jüdischen Kulturbund Frankfurt, wo er Musiktheaterabende ausrichtete und als Textautor, Regisseur und Darsteller wirkte. 1935 veröffentlichte er im Verlag Kauffmann seine Bühnenspiele für jüdische Feierstunden, in dem auch das Hörspiel Börne, Heine, Mendelssohn und zwei „Sprechsinfonien“ enthalten sind. Im Vorwort schreibt Auerbach: „Alle diese Bilder und Formen mögen die jüdische Innerlichkeit nicht vermissen lassen. Darstellung kann heute nicht mehr nur 'Belustigung' sein..., wenn sie irgendeine Berechtigung erweisen will, muß sie erzieherischen Wert haben. Die Szenen wollen nicht nur stofflichen Mangel beheben, sie sind auch zur Heranbildung der neuen jungen, jüdischen Darsteller und Sprecher gedacht. An denen fehlt es ebenso, wie an Spielwerken, vielleicht noch mehr.“
Im Juni 1940 emigrierte er in die USA und arbeitete in Chicago für einen deutschsprachigen Radiosender. Vergeblich versuchte er in dieser Zeit, auch in Hollywood Fuß zu fassen. 
Seine Schwester Bertha Auerbach, die nach seiner Auswanderung seine Pension bezog, kam nach Lodz, „ich hoerte nichts mehr von ihr seit 1941, sie ist nicht mehr am Leben“.
Nach seiner Rückkehr nach Deutschland 1951 hielt er wieder Vorträge am Rundfunk, ließ sich jedoch erst im November 1953 dauerhaft in Stuttgart nieder. Seine Autobiographie „Ein Schwabe studiert Amerika“, die humoristisch schildert, wie er im Exil keinen Ort für sich findet, war bereits 1948 im Stuttgarter Behrens-Verlag erschienen.
Alfred Auerbach starb am 31. Januar 1954 in Stuttgart.

## Werke
- Schwobeköpf. Ländliches Bild in 1 Aufzug. Lutz, Stuttgart 1904.
- Schwobastreich'. Zwei ländliche Komödien. Reclam, Leipzig 1905 [enthält: „D' Erbschaft“ und „D'r Weltond'rgang“].
- Aus Schillers Jugendzeit, zwei dramatische Szenen; D'r Herr Regimentsfeldscher; Schillerauf der Solitüde. Hendel, Halle / Saale 1905 (Bibliothek der Gesamtliteratur des In- und Auslandes; 1862).
- De letscht' Sau. Lutz, Stuttgart 1906.
- Mimik. Übungsmaterial für Schauspiel- und Opernschüler. Reiß, Berlin-Westend 1909.
- In der Kaserne. Schwäbisches Genre-Bild. F. Zweigle, Stuttgart 1911 (Schwäbische Volksbühne; 55).
- Auf ‘em Amt, schwäbischer Bühnenscherz in einem Aufzug. Zweigle, Stuttgart 1911.
- D' Verei'smeier, schwäbischer Volksschwank in 4 Akten. Zweigle, Stuttgart 1912.
- Das gesprochene Wort. Reiss, Berlin 1920.
- Der jüdische Goy. Lustspiel in einem Akt. J. Kauffmann Verlag, Frankfurt am Main 1923.
- Schwäbische Miniaturen. Schnurren und Schwänke. Steegemann, Hannover 1925.
- Kampf um die Erde. Weihespiel zur Internationalen Arbeiter-Olympiade. Union-Druck. u. Verlagsanstalt, Frankfurt a. M. 1925.
- Stimmen der Zeiten. Sprechchor-Oratorium. Jahn, Leipzig 1925 (Arbeiter-Sprech-Chor; 4).
- Der Prominente. Satirischer Roman. Sonnemann-Verlag, Hannover 1926.
- Wintersonnenwende. Sprech-Chor. Jahn, Leipzig 1926 (Sonnenwendspiele; 1).
- Europa. Untergang oder Neubau. Volkssprechspielchor. Uniondruckerei und Verlagsanstalt, Frankfurt a. M. 1926.
- Jugend, ein Spiel mit Jugend-Sprechchor. Jahn, Leipzig 1927 (Arbeiter-Sprech-Chor; 5).
- Tod der Phrase, ein Spiel-Sprech-Chor für Freidenker. Jahn, Leipzig 1927 (Arbeiter-Sprech-Chor; 9).
- Weihnachts-Sprechchor. A. Hoffmann, Berlin 1927.
- Die politische Wetterfahne, satirische Szene. Rollenbuch. Arbeiter-Theaterverlag Jahn, Leipzig 1928 (Neue Arbeiter-Bühne; 32).
- Das Gericht. Sprech-Chor hinter Vorhängen, Arbeiter-Theaterverlag Jahn, Leipzig 1928 (Arbeiter-Sprech-Chor; 11).
- Schläfst du, Weltgewissen? Bewegungssprechchor. Leipzig 1928 (Arbeiter Sprech-Chor; 10).
- mit Ottmar Gerster (Musik): Das Lied vom Arbeitsmann, proletarische Kantate für Chor, Soli und Orchester. Uniondruckerei und Verlagsanstalt, Frankfurt a. M. 1929.
- Wir sind die Kraft. Schlußakt des Gewerkschaftsfestes zu Frankfurt a.M. am 29. Juni 1930 im Stadion. Jahn, Leipzig 1930 (Arbeiter-Sprech-Chor; 16).
- mit Ottmar Gerster (Musik): Hymnus auf den Chorgesang für gemischten Chor und Orgel. Deutscher Arbeiter-Sängerbund, Berlin 1930.
- mit Ottmar Gerster (Musik): Das Lied vom Arbeitsmann, für gemischten Chor, Kinderchor, Sopran- und Baßsolo mit Orchester und Trommler- und Pfeiferkorps hinter der Szene. Deutscher Arbeiter-Sängerbund, Berlin 1931.
- mit Ottmar Gerster (Musik): Kinder sehen Bilder an, für Kinderchor, gemischten Chor, Sopransolo und Klavier: Partitur. Deutscher Arbeiter-Sängerbund, Berlin 1931.
- Bühnenspiele für jüdische Feierstunden. Kauffmann, Frankfurt a. M. 1935.[19]
- Ein Schwabe studiert Amerika. Behrendt, Stuttgart 1948 (Das kleine Gildenbuch; 7).

## Tondokumente
Alfred Auerbachs Stimme ist auf fünf Grammophonplatten erhalten, die er Ende der 1920er Jahre mit „Plaudereien“ in schwäbischer Mundart besprochen hat.
„Grammophon“
582 a (mx. 1395 BH-IV) Schwäbische Eisenbahn : Plauderei (Auerbach)

582 b (mx. 1397 BH-IV) Schwäbische Rekruten und Ausrufer : Plauderei (Auerbach)

Alfred Auerbach, Rezitator

2200 / B 46867 (mx. 923 BH IV) "Nord und Süd" - Plauderei : a) Der liebe Gott erschafft den Schwaben, b) Unterschied zwischen Nord- und Süddeutschen (A. Auerbach)

2200 / B 46868 (mx. 925 BH IV) "Schwobastreich" - Plauderei : a) Der Schwabe im Spiegel, b) Der Schwabe in der Eisenbahn (A. Auerbach)

Alfred Auerbach, Rezitator. Schwäbischer Dialekt. Rezitation.

2201 / B 46869 (mx. 924 BH IV) "Schwäbische Geschichten" : Plauderei: a) Der Lautsprecher, b) Der süße Bubi (A. Auerbach)

2201 / B 46870 (mx. 929 BH IV) "Der schwäbische Zecher" : Plauderei: a) Das Hektorle, b) Der Amtsdiener, c) Der Amtsmann, d) Der alte Ofe (A. Auerbach)

Alfred Auerbach, Rezitator. Schwäbischer Dialekt. Rezitation.

2202 / B 46871 (mx. 931 BH IV) "Schwäbische Eisenbahn" : Plauderei. a) Die böse Weiber - b) Abfahren (A. Auerbach)

2202 / B 46872 (mx. 932 BH IV) Schwäbisches Telefon : Plauderei (A. Auerbach)

Alfred Auerbach, Rezitator. Schwäbischer Dialekt. Rezitation.

2203 / B 46873 (mx. 933 BH IV?) Kindergeschichten (A. Auerbach)

2203 / B 46974 (mx. 934 BH IV?) Es Leberle (A. Auerbach)

Alfred Auerbach, Rezitator. Schwäbischer Dialekt. Rezitation.